# Agapophytinae
Agapophytinae zijn een onderfamilie van tweevleugeligen.

## Taxonomie
De volgende geslachten zijn bij de onderfamilie ingedeeld:
- Acatopygia
- Acraspisa
- Acraspisoides
- Actenomeros
- Acupalpa
- Agapophytus
- Belonalys
- Bonjeania
- Calophytus Irwin, Winterton & Metz, 2020[1]
- Entesia
- Laxotela
- Manestella
- Medomega
- Melanothereva
- Neodialineura
- Pachyrrhiza
- Parapsilocephala
- Patanothrix
- Pipinnipons
- Vomerina